# UFC 47
UFC 47: It's On! fue un evento de artes marciales mixtas celebrado por Ultimate Fighting Championship el 2 de abril de 2004 en el Mandalay Bay Events Center, en Las Vegas, Nevada, Estados Unidos.

## Historia
El evento principal contó con el combate tan esperado entre Chuck Liddell y Tito Ortiz.

## Resultados

### Tarjeta preliminar
- Peso ligero: Genki Sudo vs. Mike Brown

Sudo derrotó a Brown vía sumisión (triangle armbar) en el 3:31 de la 1ª ronda.
- Peso pesado: Jonathan Wiezorek vs. Wade Shipp

Wiezorek derrotó a Shipp vía TKO (golpes) en el 4:39 de la 1ª ronda.

### Tarjeta principal
- Peso pesado: Wes Sims vs. Mike Kyle

Kyle derrotó a Sims vía KO (golpes) en el 4:59 de la 1ª ronda.
- Peso wélter: Nick Diaz vs. Robbie Lawler

Diaz derrotó a Lawler vía KO (golpe) en el 1:29 de la 2ª ronda.
- Peso pesado: Andrei Arlovski vs. Wesley Correira

Arlovski derrotó a Correira vía TKO (golpes) en el 1:15 de la 2ª ronda.
- Peso ligero: Yves Edwards vs. Hermes Franca

Edwards derrotó a Franca vía decisión dividida (29–28, 28–29, 29–28).
- Peso wélter: Chris Lytle vs. Tiki Ghosn

Lytle derrotó a Ghosn vía sumisión (bulldog choke) en el 1:55 de la 2ª ronda.
- Peso semipesado: Tito Ortiz vs. Chuck Liddell

Liddell derrotó a Ortiz vía KO (golpes) en el 0:38 de la 2ª ronda.